# Yaginumaella nepalica
Yaginumaella nepalica är en spindelart som beskrevs av Zabka 1980. Yaginumaella nepalica ingår i släktet Yaginumaella och familjen hoppspindlar. Inga underarter finns listade i Catalogue of Life.